# Bothrops moojeni
Bothrops moojeni är en ormart som beskrevs av Hoge 1966. Bothrops moojeni ingår i släktet Bothrops och familjen huggormar. Inga underarter finns listade.
Arten förekommer i centrala Sydamerika i Brasilien, Bolivia och Paraguay. Honor lägger inga ägg utan föder levande ungar.